# 노란 샤쓰 입은 사나이
"노란 샤쓰 입은 사나이"는 한국에서 제작된 엄심호 감독의 1962년 영화이다. 신영균 등이 주연으로 출연하였고 차태진 등이 제작에 참여하였다.

## 출연

### 주연
- 신영균
- 엄앵란
- 한명숙

## 기타
- 조명: 박진수
- 미술: 이봉선